# Vielseitigkeitsreiten

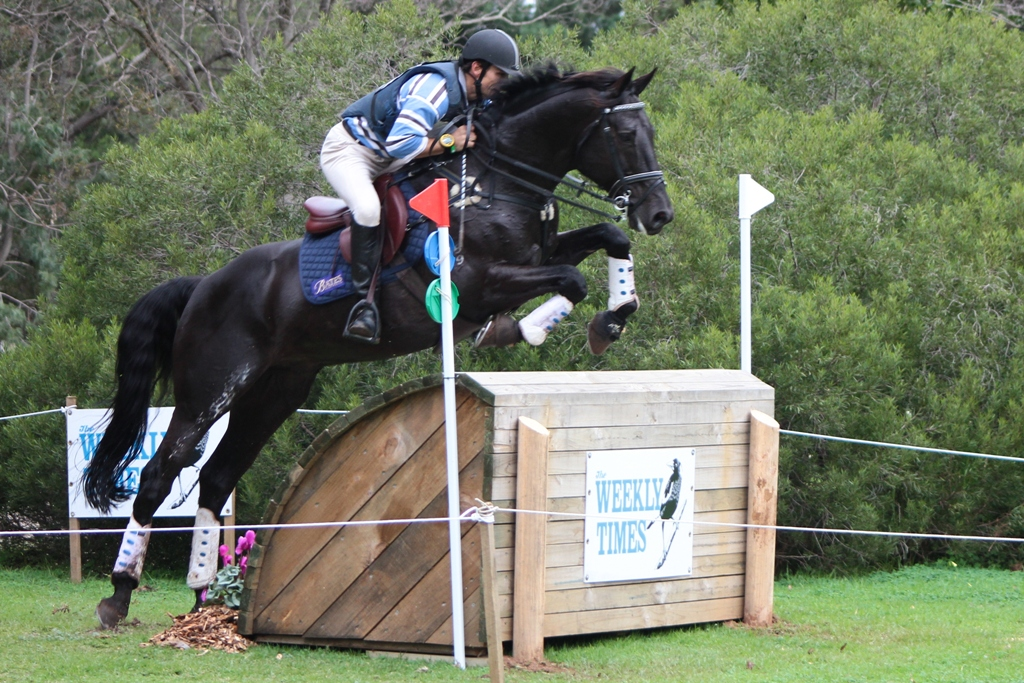
Festes Hindernis im Gelände

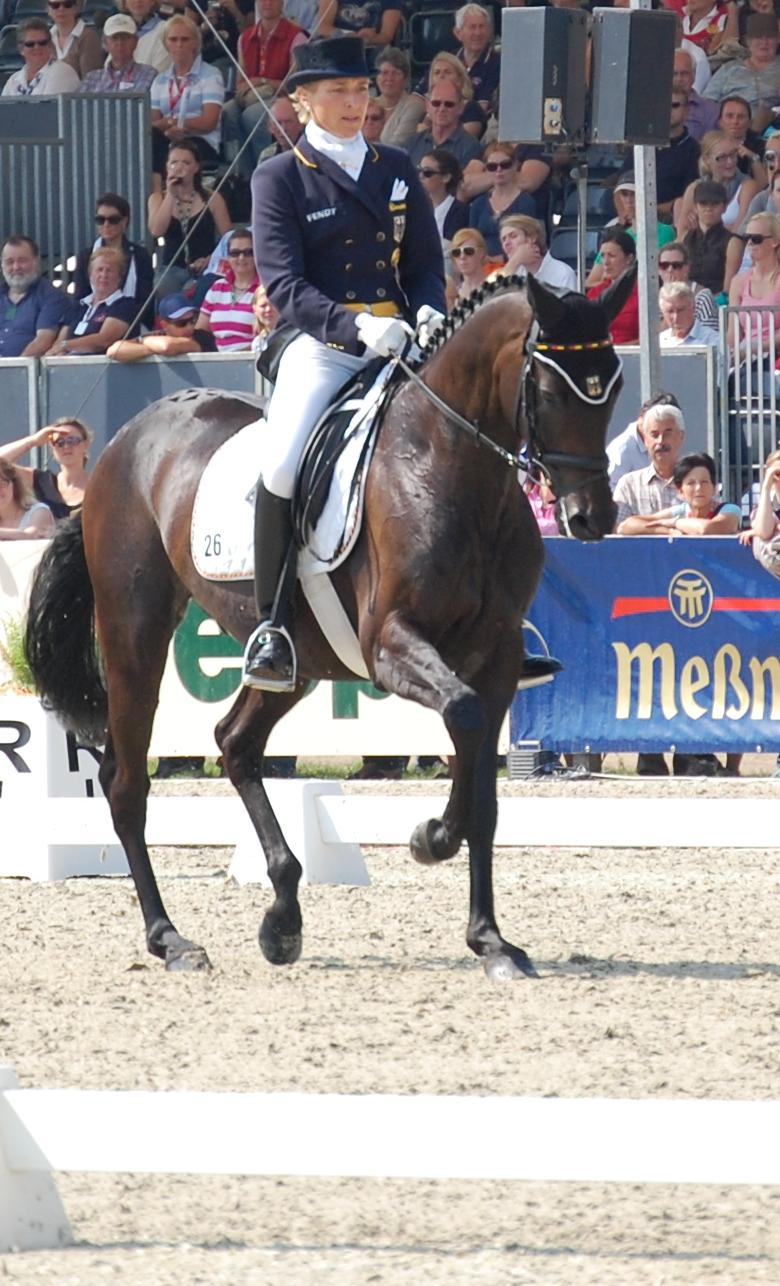
Teilprüfung Dressur, Europameisterschaften 2011

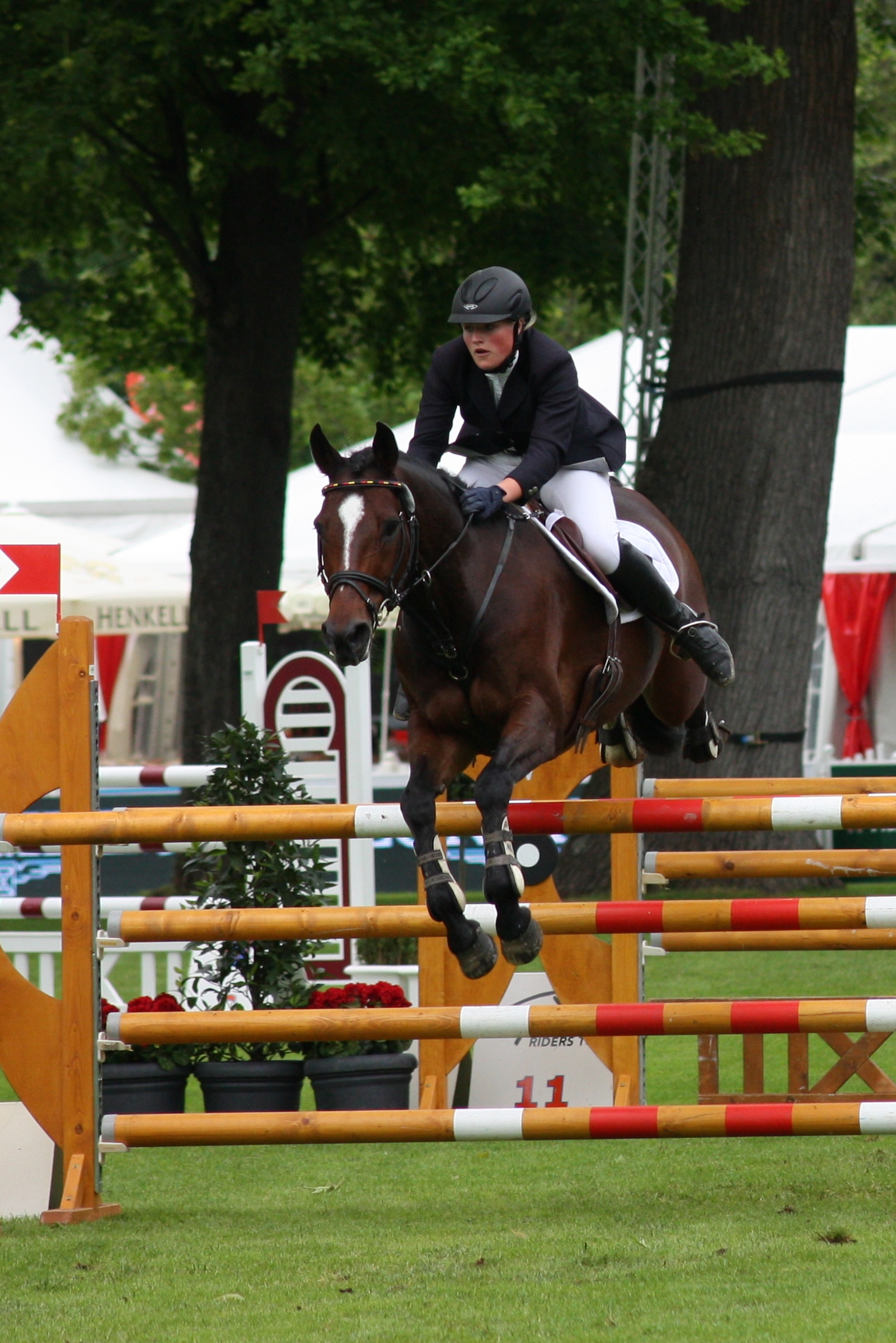
Reiterin und Pferd in der Teilprüfung Springen einer CIC 3*-Vielseitigkeit

Die Vielseitigkeit, heute auch Eventing genannt, früher als Military bezeichnet, ist eine Disziplin des Pferdesports.
Die Vielseitigkeit ist ein Mehrkampf, der aus den drei Teilprüfungen Dressur, Geländeritt und Springen besteht. International wird die Vielseitigkeit französisch als Concours Complet oder kurz CC bezeichnet.

## Geschichte
Die Military wurde, wie ihr Name andeutet, vom Militär entwickelt und an dessen damaligen Bedürfnisse ausgerichtet. Sie entstand aus dem Ausbildungsprogramm der Kavallerie und wurde am Ende der Ausbildung von Reiter und Pferd abgelegt. Die Prüfung war auch für die Zuchtauswahl von Pferden für den militärischen Bedarf von Bedeutung.

## Pferdeleistung
Ein gutes Vielseitigkeitspferd muss rittig und verlässlich sein. Es muss sich bei der Dressurprüfung konzentrieren können und darf sich nicht ablenken lassen. Für die Geländestrecke muss es entsprechend athletisch sein und über den nötigen Mut und hohe Leistungsbereitschaft verfügen. Eine raumgreifende Galoppade und Stehvermögen sollten ebenso vorhanden sein wie Belastbarkeit und ein gutes Sehvermögen für Entfernungen. Trotz aller Härte darf es über Sprüngen nicht unvorsichtig sein, da dies schnell zu unnötigen Abwürfen in der Springprüfung führen kann.
In den höheren Klassen dominieren heute Warmblüter mit hohem Vollblutanteil. Auch reine Vollblüter finden sich weiterhin im Spitzensport, jedoch weniger als in früheren Jahrzehnten.

## Ausrüstung
In Dressur und Springen sind die korrekten Anzüge zu tragen. In allen Teildisziplinen dürfen maximal 3,5 cm lange Sporen verwendet werden.
Für die Geländestrecke ist erleichterte Kleidung mit Stiefeln erlaubt. Dazu müssen ein Reithelm und eine Sicherheitsweste getragen werden. Diese muss die Normen der British Equestrian Trade Association (BETA 3-Norm) erfüllen. Es sind auch Kombinationen von Standardweste mit Airbagwesten erlaubt. Im Gelände ist bei internationalen Prüfungen auch eine Medical Card mit wichtigen Informationen für eine medizinische Notversorgung am Oberarm oder Stiefelschaft Pflicht.
Die Pferdebeine werden im Gelände und beim Springen mit Gamaschen geschützt. Stollen unter den Hufeisen, meist Schraubstollen, sorgen für besseren Halt bei höherem Tempo und rutschigem Boden. Meist wird auf die Beine und teilweise die unteren Körperpartien des Pferdes eine Mischung aus Vaseline und Gleitgel aufgetragen, um das Risiko oberflächlicher Verletzungen zu verringern. Beim Geländeritt wird meist eine Stoppuhr getragen, um das Tempo anhand von Wegmarken überprüfen zu können.

## Prüfungen

### Verfassungsprüfung
Zu den drei Teilprüfungen kommt eine Verfassungsprüfung nach dem Geländeritt. Dabei wird überprüft, ob das Pferd unverletzt ist, ob der Ruhepuls innerhalb einer begrenzten Frist wieder erreicht wird, ob das Pferd nicht dehydriert ist und ob keine Lahmheit vorliegt. Bei großen internationalen Prüfungen gibt es noch eine zusätzliche Verfassungsprüfung vor der Dressur. Besteht ein Pferd eine der beiden Verfassungsprüfungen nicht, wird es aus dem Wettbewerb ausgeschlossen.
Weiterhin kann jedes Mitglied der Richtergruppe während der Prüfung eine Verfassungsprüfung anordnen. Scheint der Jury ein Pferd in der Geländestrecke überfordert oder in gefährlichem Maße erschöpft, wird der Reiter mit einer gelben Flagge auf die Bedenken hingewiesen. Wenn das Risiko in den Augen der Jury zunimmt, kann das Starterpaar mit sofortiger Wirkung aus der Prüfung genommen werden, was durch eine rote Flagge signalisiert wird.

### Dressur
Die Dressuraufgabe bildet stets den Beginn einer Vielseitigkeitsprüfung. Das in der Dressurprüfung erzielte Ergebnis kann in den anderen Teilprüfungen nicht mehr verbessert, sondern nur durch Fehlerfreiheit gehalten werden.
In Dressur und Springen werden in der Vielseitigkeit geringere Anforderungen gestellt als in den Einzeldisziplinen der entsprechenden Leistungsklasse. Damit wird das andere Leistungsprofil der Vielseitigkeitspferde berücksichtigt.

### Geländeritt

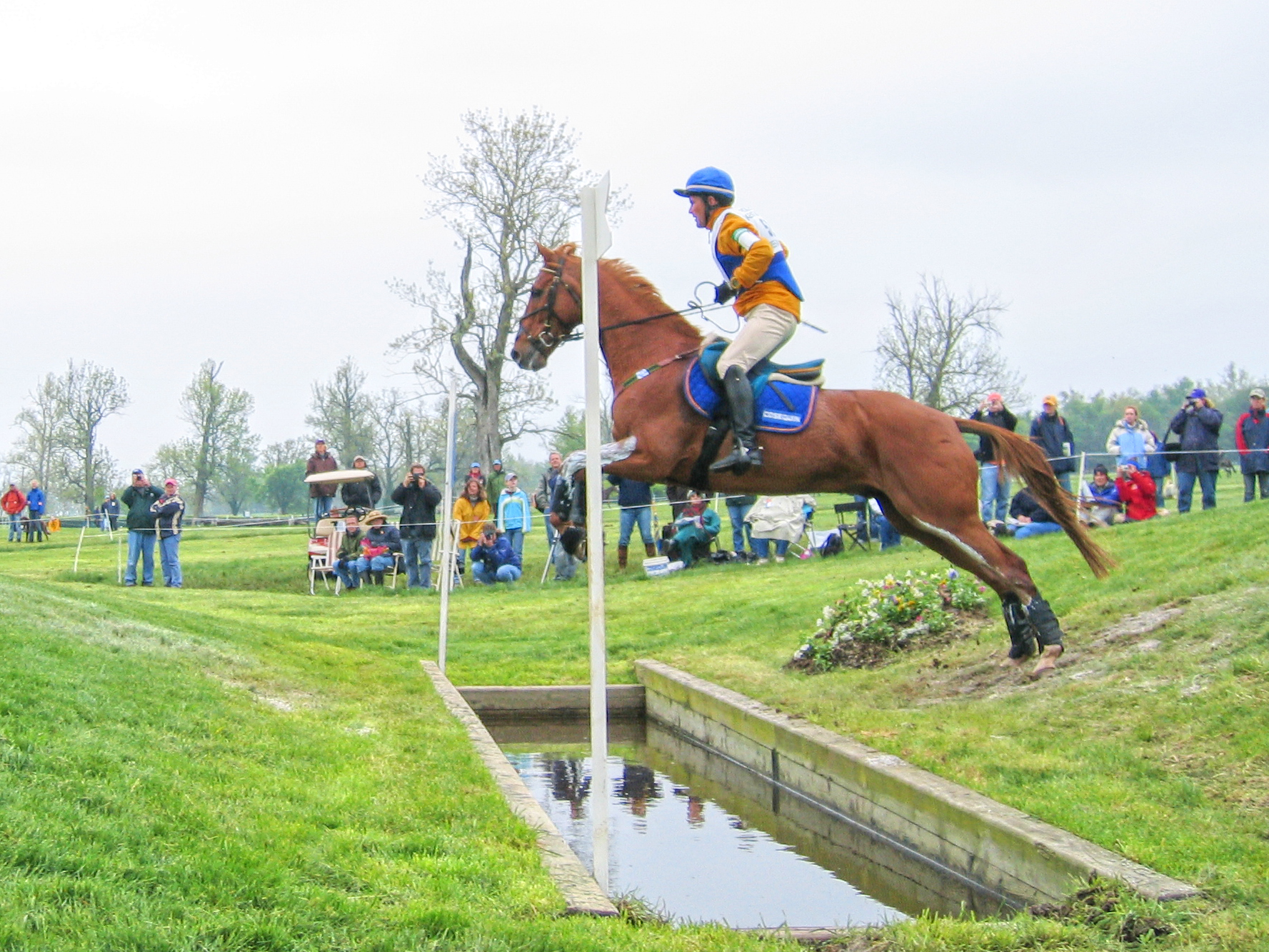
Überwinden des Grabens inmitten eines Coffin

Die Hindernisabmessungen, Sicherheit und Kritik an der Geländestrecke werden beschrieben im 
Die Geländehindernisse sind in der Abmessung von Höhe und Weite im Vergleich zum spezialisierten Springreiten kleiner. Die Schwierigkeit ergibt sich aus der Einbindung ins Gelände. Beispielsweise erhebt sich eine Wand von 1,20 m, die sich direkt hinter einem 1 m tiefen Graben, scheinbar über 2 m hoch. Landung im Wasser oder Absprung aus dem Wasser oder Landepunkt auf anderer Höhe als der Absprung erschweren die Sprünge. Ein Coffin ist ein Graben in einer Senke mit Sprüngen. Die Erscheinung beeinflusst die Schwierigkeit von Hindernissen (z. B. mächtige Baumstämme, Holzstapel und feste Holzwände, teilweise fast freischwebend).
Es werden besondere Anforderungen an den Gehorsam gestellt, wenn das Pferd über einen sehr schmalen Sprung muss, an dem es seitlich bequem vorbeilaufen könnte. Manche Hindernisse weisen eine reizüberflutende Erscheinung auf, wie etwa Marktstände mit Obst und Blumen.
Bei schweren Strecken stehen bei besonders schwierigen Passagen meist zwei alternative Wege zur Auswahl, bei denen einer geringere Anforderungen stellt, jedoch mehr Zeit zum Überwinden kostet und umgangssprachlich chicken way genannt wird. Dadurch kann der Reiter selbstverantwortlich den Weg an die Tagesform sowie Stärken und Schwächen seines Pferdes anpassen. Es gibt auch Hindernisse, deren Verbindungen bei einer bestimmten Belastung nachgeben oder manuell leicht demontierbar sind. Damit sollen die Folgen von Stürzen begrenzt und die Rettung erleichtert werden.

### Springen
Die Springprüfung bildet immer den Abschluss der Vielseitigkeitsprüfung.
Der Springparcours ist weniger technisch, weil die enthaltenen Hindernisse nicht höher als 1,30 m und die Distanzen zwischen den Sprüngen weiter sind, da die Pferde für den Geländeritt auf einen größeren Galoppsprung trainiert werden müssen. Bei festen Hindernissen ist eine Berührung kein Problem, die im Parcours zu Abwürfen führt. Bei einer schweren Vielseitigkeit entsprechen sie mittelschweren Dressur- und Springaufgaben der Spezialisten (Klasse M).
Hindernis-Anforderungen in internationalen Prüfungen:
| Klasse | Höhe   | Breite (Tiefe) Oxer | Breite (Tiefe) Triplebarren |
| ------ | ------ | ------------------- | --------------------------- |
| CCI 1* | 1,10 m | 1,25 m              | 1,45 m                      |
| CCI 2* | 1,15 m | 1,35 m              | 1,55 m                      |
| CCI 3* | 1,20 m | 1,40 m              | 1,60 m                      |
| CCI 4* | 1,25 m | 1,45 m              | 1,65 m                      |
| CCI 5* | 1,30 m | 1,45 m              | 1,65 m                      |

## Schwierigkeitsgrade

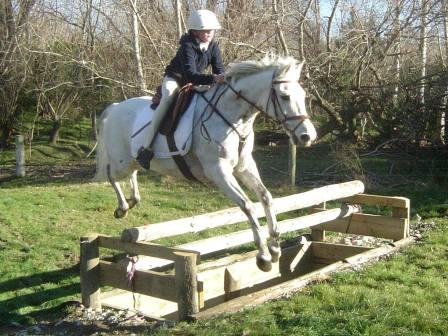
Ein kleinerer Trakehnergraben in einer einfachen Prüfung

Es werden Veranstaltungen in verschiedenen Schwierigkeitsgraden ausgeschrieben. Bei internationalen Prüfungen wird zwischen Kurzprüfungen und Langprüfungen unterschieden. Über eine Einteilung von einem bis fünf Sternen wird die Schwierigkeit der gestellten Aufgaben bewertet. Weltweit gibt es sechs CCI 5*-Langprüfungen.
Der Unterschied zwischen Kurz- und Langprüfungen bei Turnieren liegt zum einen in der Gestaltung des Geländeritts und zum anderen in der Gesamtdauer der Prüfung. Bei Langprüfungen ist eine deutlich längere Geländestrecke zu bewältigen.
Bei Kurzprüfungen kann sowohl die Geländeprüfung als auch die Springprüfung den Abschluss der Vielseitigkeit bilden. Kurzprüfungen finden meist als Prüfung über ein oder zwei Tage statt, bei Langprüfungen verteilt sich das Programm im Regelfall auf drei Tage (daher rührt die international geläufige Bezeichnung Three day event für Langprüfungen).

## Bewertung
Die Gesamtwertung einer Vielseitigkeit erfolgt nach Fehlerpunkten (auch Minuspunkte genannt).
Das Dressurergebnis wird in Fehlerpunkte umgerechnet, wobei niedrigere Punktzahlen ein besseres Ergebnis bedeuten. Ab Jahresbeginn 2018 erfolgt dies, indem das Dressurergebnis von 100 abgezogen wird (Bei einem Dressurresultat von 75 Prozent wäre dies 100 − 75, also 25 Fehlerpunkte). Bis zum Jahr 2017 wurde ein Koeffizient von 1,5 angewandt. Es wurde somit in 1,5er-Schritten gerechnet: 0 Fehlerpunkte entsprechen einer Dressurprüfung von 100 %, 15 Fehlerpunkte 90 %, 30 Fehlerpunkte 75 % usw. Die Weltbesten des Sports lagen oft mit ihren Dressurergebnissen bei unter 30 Fehlerpunkten. Durch die Regeländerung verlor die Dressurprüfung an Einfluss für das Gesamtergebnis.
Hinzu kommen Hindernis- und Zeitfehler aus Gelände und Springen, wobei Hindernisfehler im Gelände mit 20 Fehlerpunkten und mehr (z. B. für gefährliches Reiten) angerechnet werden, im Springen jedoch nur mit 4 Fehlerpunkten. Ein Überschreiten der vorgegebenen Zeit bei der Geländestrecke führt zu Strafpunkten, ein Unterbieten jedoch nicht zu Pluspunkten, sondern lediglich zu erhöhter Ermüdung von Reiter und Pferd. Im Gelände zählen Fehler und Stürze, die im Zusammenhang mit einem Hindernis erfolgen. Ein Sturz des Pferdes im Zusammenhang mit einem Hindernis führt bei internationalen Prüfungen zum sofortigen Ausschluss, um das Pferd zu schützen.
Gewonnen hat das Paar, das nach den drei Teildisziplinen die geringste Fehlerpunktzahl erreicht hat. In der Verfassungsprüfung werden keine Fehlerpunkte vergeben.
Bei Championaten (Europameisterschaften, Weltreiterspiele sowie Olympische Spiele) dürfen pro Land beziehungsweise NOK vier oder fünf Paare starten. Die jeweils drei besten Einzelergebnisse werden wie in anderen Disziplinen als Mannschaftsergebnis gewertet.

## Internationale Meisterschaften
Höhepunkt im Vielseitigkeitsreiten sind die Olympischen Sommerspiele. Seit 1912 werden die Olympiasieger im Vielseitigkeitsreiten ermittelt.
Zwei Jahre nach den Olympischen Sommerspielen werden seit 1990 die Weltreiterspiele ausgetragen, die auch die Weltmeisterschaften im Vielseitigkeitsreiten umfassen. Zuvor wurden die Weltmeister bei einer eigenständigen Veranstaltung ermittelt.
In Europa werden seit 1953 die Europameisterschaften im Vielseitigkeitsreiten durchgeführt. Diese werden seit 1965 alle zwei Jahre, in den ungeraden Jahren, ausgetragen. Vergleichbare Wettbewerbe sind für Nord- und Südamerika die Panamerikanischen Spiele sowie für Asien die Panasiatischen Spiele.

## Olympische Geschichte

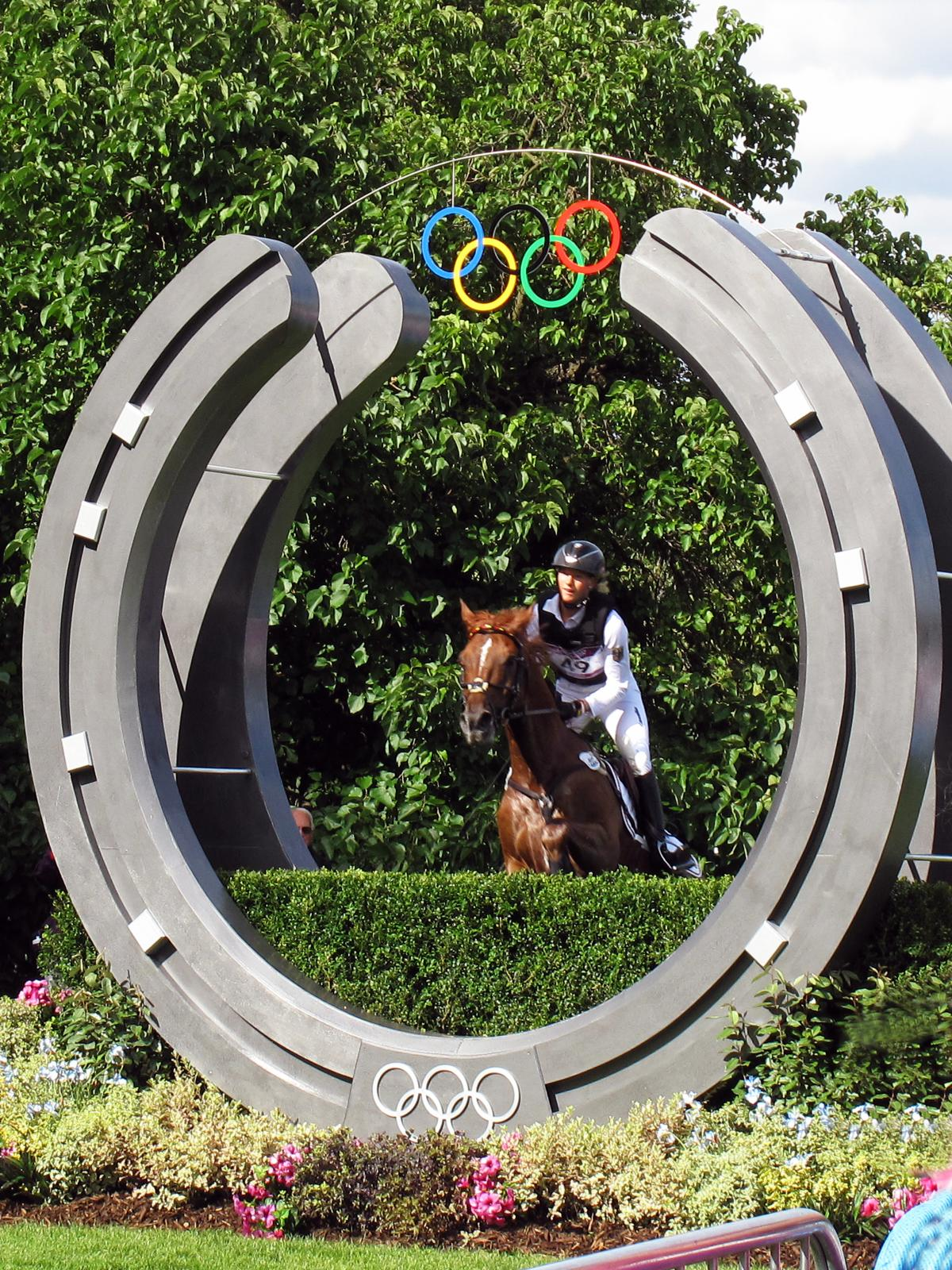
Sandra Auffarth mit Opgun Louvo auf der Geländestrecke der Olympischen Sommerspiele 2012

### Military bei den Olympischen Spielen bis 2000
Bei der olympischen Premiere in Stockholm 1912, bereits mit Mannschaftswettbewerb, durften nur Offiziere teilnehmen. Die Prüfung ging über mehrere Tage:
- Tag 1: Ausdauerprüfung 55 km auf Weg- und Rennstrecken (erlaubte Zeit 4 Stunden; vorgegebenes Tempo: 230 m/min), gefolgt von einer cross-country von 5 km mit einem vorgegebenen Tempo von 333 m/min. Strafpunkte bei Zeitüberschreitung, schnelleres Reiten hatte keine Auswirkung auf das Ergebnis.
- Tag 2: Ruhetag
- Tag 3: Hindernisrennen (Steeplechase) über 3,5 km mit 10 Sprüngen, vorgegebenes Tempo: 600 m/min, Strafpunkte bei Zeitüberschreitung, schnelleres Reiten hatte keine Auswirkung auf das Ergebnis.
- Tag 4: eher einfache Springprüfung
- Tag 5: Dressurprüfung

In Antwerpen 1920 nahmen auch sogenannte Herrenreiter teil. Es gab keine Dressur, dafür zwei Geländeritte über 20 Kilometer am ersten und 50 Kilometer am zweiten Tag.
Für die Spiele in Paris 1924  wurde ein neues Reglement eingeführt, das bereits mehr der heutigen 3-tägigen Prüfung ähnelt: 1. Tag Dressurprüfung, 2. Tag Ausdauerprüfung und am 3. Tag Springprüfung. Die Ausdauerprüfung setzte sich dabei wie folgt zusammen:
- Phase A: kurze Wegstrecke mit 5 Strafpunkten pro 5 s Zeitüberschreitung
- Phase B: Hindernisrennen (Steeplechase), vorgegebenes Tempo 550 m/min, 10 Strafpunkte für je 5 s Zeitüberschreitung, 3 Punkte Gutschrift für je 5 s Zeitunterschreitung
- Phase C: lange Wegstrecke mit 5 Strafpunkten pro 5 s Zeitüberschreitung
- Erholungspause
- Phase D: Cross-Country-Strecke, 10 Strafpunkte je 5 s Zeitüberschreitung, 3 Punkte wurden je 10 s Zeitunterschreitung gutgeschrieben
- Phase E: Viertelmeile (402,34 m) auf Flachstrecke mit 5 Strafpunkten pro 5 s Zeitüberschreitung

1963 wurde die Erholungspause nach Phase C auf 10 Minuten festgelegt, die in der 10-minute box verbracht wird. Das Pferd wird abgekühlt, versorgt und von einem Tierarzt überprüft, ob es für die Cross-Country-Strecke zugelassen wird, oder ausgeschlossen werden muss. In Tokio 1964 durfte erstmals eine Frau teilnehmen. Sie sind in die Teams integriert.
1967 wurde Phase E abgeschafft.
1971 entfiel die Möglichkeit, durch schnelleres, fehlerfreies Reiten auf der Hindernisstrecke und dem Geländekurs Punkte zu gewinnen.

### Olympische Spiele seit 2004
Nachdem es beim Geländeritt in den 1990er-Jahren zu einigen Todesfällen und schweren Verletzungen von Reitern und Pferden gekommen war, war der Verbleib der Vielseitigkeit im olympischen Programm gefährdet. Besonders bei den Olympischen Spielen 2000 in Sydney häuften sich schwere Unfälle, da die Cross-Country-Strecke in ihrer Schwierigkeit so dimensioniert war, dass sie eine ernsthafte Herausforderung an die Weltspitze mit sichtbaren Ergebnisabständen zum Rest des Feldes war. Gleichzeitig starteten jedoch zahlreiche nicht zur Weltspitze gehörende Paare, die für Fremdländer starteten und den Anforderungen verschiedentlich nicht gewachsen waren. Um dem entgegenzuwirken, hat man das Format bei den Olympischen Spielen in Athen 2004 geändert, der Geländeteil war dort auf die reine Geländestrecke mit festen Hindernissen beschränkt und etwa fünf Kilometer lang. Es waren weder die Wegestrecken noch eine Rennbahn zu absolvieren. Dadurch soll die Gefahr von schweren Unfällen durch das Aufeinandertreffen technisch schwieriger Passagen mit stark ermüdeten Pferden verringert werden.
Dieser Modus verbreitete sich seitdem zunehmend auch bei nichtolympischen Spitzenwettbewerben und hat sich angesichts sinkender Unfallzahlen offenbar bewährt. An der olympischen Prüfung 2008 in Hongkong durften aufgrund des aktuellen Reglements nur Starterpaare teilnehmen, die bis spätestens Mai 2008 erfolgreich an einer CCI/CIC***-Prüfung teilgenommen hatten.

### Regeländerungen 2017
Seit Januar 2017 wurde die Vergabe der Strafpunkte beim Geländeritt geändert. Es gibt nun 50 Strafpunkte, wenn ein Hindernis außerhalb der Hindernisbegrenzung (der Fähnchen) überwunden wird. Vormals wurde das mit Disqualifikation geahndet. Wenn der Sprung noch einmal korrekt bewältigt wird, werden nur 20 Strafpunkte verhängt. Früher durfte der Hindernisrichter gefragt werden, ob außerhalb der Fähnchen gesprungen wurde, heute wird das als fremde Hilfe mit Disqualifikation bestraft.